# Damien Birkinhead
Damien Birkinhead, född 8 april 1993, är en australisk friidrottare. Han deltog vid olympiska sommarspelen 2016.